# Emil Bergström
Emil Bergström (ur. 19 maja 1993 w Sztokholmie) – szwedzki piłkarz grający na pozycji obrońcy, reprezentant kraju. Od 2022 do 2023 roku zawodnik Górnika Zabrze.

## Życiorys
Junior Spånga IS i IF Brommapojkarna. Od 2008 roku grał w juniorskich zespołach Djurgårdens IF, w którym to klubie w 2011 roku rozpoczynał seniorską karierę. W Allsvenskan zadebiutował 15 kwietnia 2011 roku w przegranym 0:1 spotkaniu z Malmö FF. W 2012 roku dotarł z klubem do finału Pucharu Szwecji, w którym Djurgårdens uległ IFK Göteborg. 19 stycznia 2015 roku zadebiutował w reprezentacji w przegranym 0:1 towarzyskim meczu z Finlandią. Ogółem wystąpił w 129 meczach na poziomie Allsvenskan. W lutym 2016 roku za 1 100 000 euro zakupił go Rubin Kazań. W Priemjer-Lidze zadebiutował 5 marca w wygranym 1:0 meczu z Kubaniem Krasnodar. W sezonie 2016/2017 stracił miejsce w pierwszym składzie swojego klubu, w efekcie czego na początku 2017 roku został wypożyczony do Grasshopper Club Zürich. W Swiss Super League zadebiutował 4 lutego w przegranym 0:1 spotkaniu z FC Thun. Sezon 2017/2018 nadal spędził na wypożyczeniu w Grasshopper Club. Ogółem w szwajcarskim klubie wystąpił w 53 meczach ligowych. Po wygaśnięciu kontraktu z Rubinem Kazań został w lipcu 2018 roku piłkarzem FC Utrecht. W Eredivisie zadebiutował 19 sierpnia w wygranym 2:0 meczu z PEC Zwolle. Dwukrotnie był wypożyczany z Utrechtu do innych klubów: w 2019 roku do FC Basel i w 2021 roku do Willem II Tilburg. W sezonie 2019/2020 zajął z FC Basel trzecie miejsce w lidze. W 2022 roku na zasadzie wolnego transferu przeszedł do Górnika Zabrze, podpisując z klubem roczny kontrakt. W ekstraklasie zadebiutował 1 października w przegranym 2:3 meczu z Zagłębiem Lubin. Po zakończeniu sezonu przeszedł na zasadzie wolnego transferu do MGS Panserraikos.

## Statystyki ligowe
| Sezon         | Klub                    | Liga               | Mecze | Gole |
| ------------- | ----------------------- | ------------------ | ----- | ---- |
| 2011          | Djurgårdens IF          | Allsvenskan        | 18    | 0    |
| 2012          | Djurgårdens IF          | Allsvenskan        | 23    | 1    |
| 2013          | Djurgårdens IF          | Allsvenskan        | 29    | 2    |
| 2014          | Djurgårdens IF          | Allsvenskan        | 30    | 2    |
| 2015          | Djurgårdens IF          | Allsvenskan        | 29    | 2    |
| 2015/2016 (w) | Rubin Kazań             | Priemjer-Liga      | 12    | 1    |
| 2016/2017 (j) | Rubin Kazań             | Priemjer-Liga      | 4     | 0    |
| 2016/2017 (w) | Grasshopper Club Zürich | Swiss Super League | 18    | 1    |
| 2017/2018     | Grasshopper Club Zürich | Swiss Super League | 35    | 2    |
| 2018/2019     | FC Utrecht              | Eredivisie         | 9     | 1    |
| 2019/2020 (j) | FC Utrecht              | Eredivisie         | 1     | 0    |
| 2019/2020     | FC Basel                | Swiss Super League | 8     | 0    |
| 2020/2021     | FC Utrecht              | Eredivisie         | 9     | 0    |
| 2021/2022     | Willem II Tilburg       | Eredivisie         | 13    | 0    |
| 2022/2023     | Górnik Zabrze           | Ekstraklasa        | 25    | 2    |
| 2023/2024     | MGS Panserraikos        | Superleague Ellada | 30    | 1    |